# Dolichopus acutus
Dolichopus acutus är en tvåvingeart som beskrevs av Van Duzee 1921. Dolichopus acutus ingår i släktet Dolichopus och familjen styltflugor. Inga underarter finns listade i Catalogue of Life.